# Descompondo o silêncio
Descompondo o silêncio é o quarto álbum da banda brasileira Academia da Berlinda, lançado em 2020. Esse álbum, trouxe uma mistura de ritmos afro-caribenhos, latinos, nordestinos e do angolano semba.
Este álbum foi gravado no Estúdio Marini, no Rio de Janeiro, e as vozes complementares foram gravadas no Estúdio Maruim, em Olinda. O responsável pela produção foi o fluminense Alexandre Kassin, tendo sido masterizado em Los Angeles por Robert Carranza.

### Lista de músicas do CD
O CD foi lançado em 2020 reunindo as seguintes faixas.
| N.º | Título                                                       | Duração |  |
| 1.  | "Derrotas e Vitórias" (Música: Academia da Berlinda)         | 4:22    |  |
| 2.  | "Fala" (Música: Academia da Berlinda)                        | 3:14    |  |
| 3.  | "Calma" (Música: Academia da Berlinda)                       | 4:12    |  |
| 4.  | "Tudo Que É Bonito" (Música: Academia da Berlinda / Letra:)  | 3:29    |  |
| 5.  | "A Música Não Para" (Música:Academia da Berlinda / Letra:)   | 3:00    |  |
| 6.  | "A Semente do Semba" (Música: Academia da Berlinda / Letra:) | 3:55    |  |
| 7.  | "Estrela do Norte" (Música: Academia da Berlinda / Letra:)   | 2:55    |  |
| 8.  | "Dia a Dia" (Música: Academia da Berlinda / Letra:)          | 3:42    |  |
| 9.  | "Solução" (Música: Academia da Berlinda / Letra:)            | 4:25    |  |
| 10. | "Rude" (Música: Academia da Berlinda / Letra:)               | 3:42    |  |